# Tiszagyulaháza
Tiszagyulaháza è un comune dell'Ungheria di 820 abitanti (dati 2001). È situato nella contea di Hajdú-Bihar.